# Румунська мова
Руму́нська мо́ва (рум. limba română [ˈlimba roˈmɨnə] ( прослухати), або românește, букв. «румунською»; застаріла українська назва волоська) — східнороманська мова, якою розмовляють приблизно 22–26 мільйонів людей як рідною мовою, переважно в Румунії та Молдові, і ще 4 млн людей як другою мовою. За іншою оцінкою, у світі налічується близько 34 млн людей, які розмовляють румунською, з яких 30 млн говорять нею як рідною. Це офіційна та національна мова як Румунії, так і Молдови, а також одна з офіційних мов Європейського Союзу, Автономномого краю Воєводини (Сербія) та на горі Атос (Греція).
Румунська мова є частиною східно-романської підгрупи романських мов, лінгвістичної групи, яка виникла з кількох діалектів народної латинської мови, що відокремилися від західнороманських мов у період з V по VIII століття. Щоб виділити її в межах східнороманських мов, у порівняльному мовознавстві її називають дакорумунською мовою на відміну від найближчих родичів — арумунської, меглено-румунської та істрорумунської.
Численні іммігранти, які розмовляють румунською мовою, живуть у багатьох інших регіонах і країнах по всьому світу, з великим населенням в Італії, Ізраїлі, Іспанії, Росії, Німеччині, Канаді, Сербії, Сполученому Королівстві, Сполучених Штатах та Україні.

## Історія
Перші писемні пам'ятки румунської мови (листування, ділові папери, релігійні тексти) належать до початку XVI ст. Формування літературної мови почалося у XVII ст. історичними хроніками. Спочатку для запису румунських текстів використовувалася кирилиця, а 1860 року було здійснено перехід на латинку.

### Праісторія

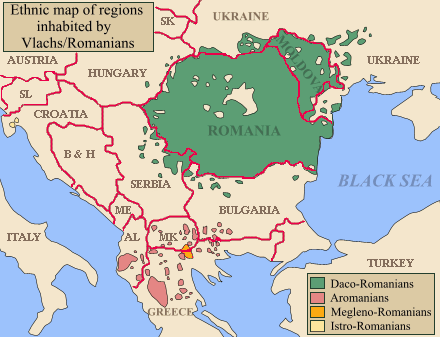
Мапа Балкан із місцями розселення волохів/румунів.

Східнороманські мови, як і всі інші гілки романських мов, походять від народної латини, яку було занесено на територію Дакії під час романізації в перші століття від Різдва Христового. Римська імперія покинула Дакію у 271-5 роках, залишивши її готам.. Багато століть ці землі належали до Болгарського царства і офіційною мовою тут була болгарська. У 10 столітті зародилася проторумунська мова, а землі, на яких вона була поширена, потрапили під вплив Візантії. Загалом же історія східнороманських мов між 3 і 10 століттями є невідомою через повний занепад міст античної Дакороманії й перехід східнороманського населення взагалі до напівкочового способу життя, його мова має переважно усний характер, а писемних пам'яток мовою того часу майже не залишилося. Це є причиною суперечок, чи проторумунська виникла серед романізованого населення покинутої римлянами Дакії, чи серед латиномовного населення на південь від Дунаю.
У Середньовіччі румунська зазнала помітного впливу слов'янських мов та частково грецької мови. Румунська залишалася усною протягом середньовіччя і лише на початку 16 століття з'явилися перші тексти цією мовою.

### Рання історія

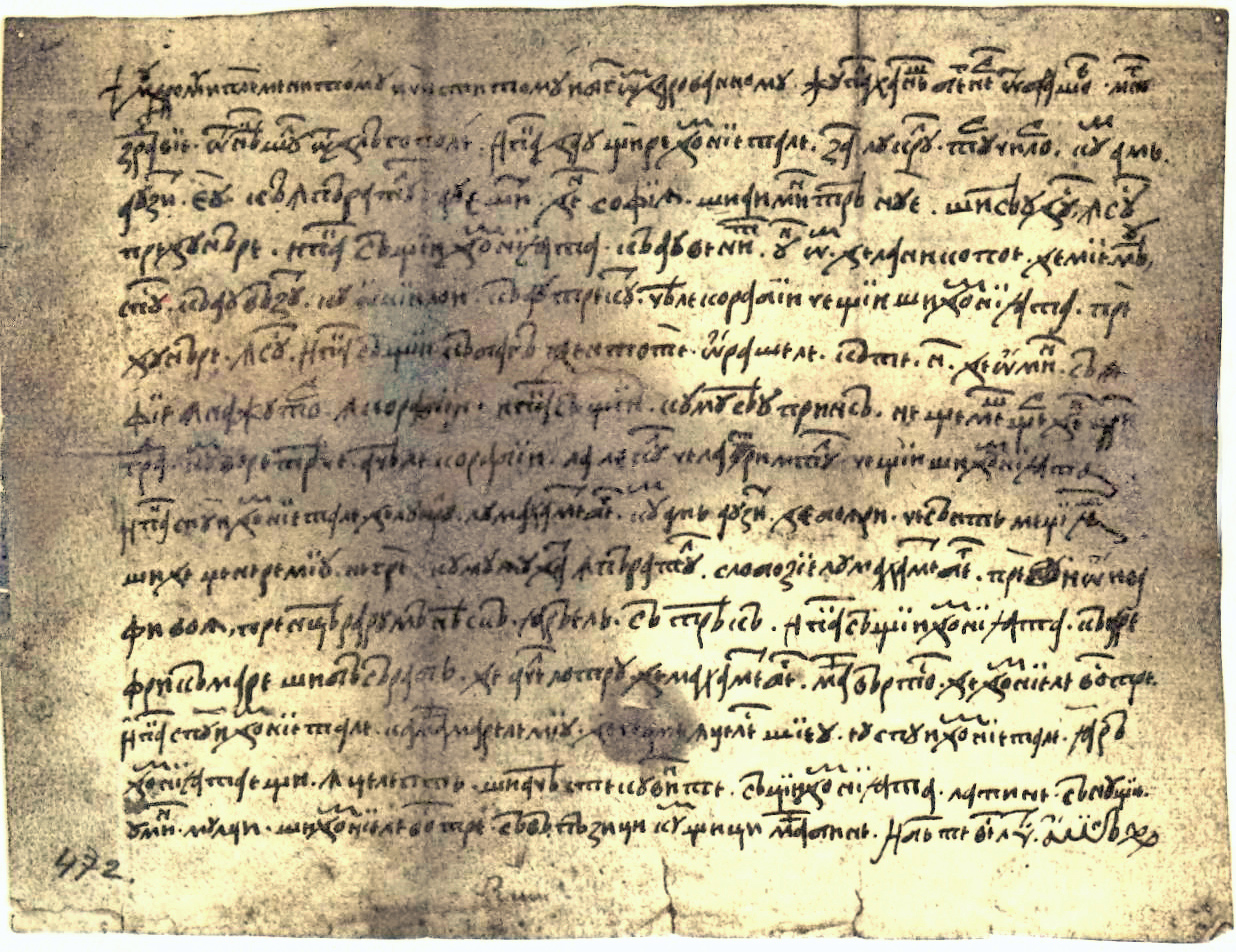
Лист жупана Някшу (1521) — перша пам'ятка письмової румунської мови.

Перше письмове свідчення про існування проторумунської мови — фраза «Torna, torna, fratre!», яку промовив один з солдатів візантійської армії під час битви візантійців з аварами біля підніжжя Гемських (нині — Балканських) гір 587 року. Феофілакт Сімокатта (570—640) розповідає у своїй «Всесвітній історії», що під час нічного маршу візантійської армії на чолі з Коментіолусом, один із солдатів зауважив, що може впасти мішок з провізією, який був нав'ючений на мула. Бажаючи попередити товариша, він прокричав до нього «рідною мовою» «torna, torna!»(тобто, «переверни, переверни!» [мішок на мулові]). Інші воїни розтлумачили цей вигук як сигнал тривоги «повертай, повертай!» і почали гучним криком передавати один одному. Візантійська армія запанікувала й повернула назад.
Якщо казати об'єктивно, то науковці поки що не мають єдину думку щодо природи цієї знаменитої фрази. Історик Костянтин Йосиф Їречек вважає цей вираз за військову команду латиною. Інші історики вважають ці слова першою згадкою про проторумунську мову.
Найдавнішим письмовим свідченням сучасної румунської мови є кириличний лист жупана Някшу (1521). Втім, протягом ранньомодерної доби мову рідко використовували письмово.
Мірон Костін у своїй праці De neamul moldovenilor (1687) записав, що молдовани, волохи та румуни, що мешкають в Угорському королівстві, мають однакове походження, при цьому наводячи такий аргумент: хоча мешканці Молдови й кличуть себе молдованами, свою мову називають румунською (românește), а не молдовською (moldovenește)
Димитрій Кантемір у своїй праці Опис Молдови (Берлін, 1716) писав, що мешканці Молдови, Валахії та Трансильванії розмовляють тією самою мовою. При цьому він зауважив, що є певні відмінності у вимові та лексиці. Праця Кантеміра є одним із перших історичних досліджень румунської мови, у якій він записав, як і Грігоре Уреке перед ним, еволюцію мови від латини, а також запозичення з грецької, турецької та польської. Крім того, він припустив, що деякі слова повинні мати дакійські корені. Кантемір також зауважив, що попри домінування серед його сучасників думки про латинське походження румунської мови, деякі мовознавці вважають, що вона походить від італійської. А у своїй праці «Хроніка стародавності романо-молдо-волохів» Кантемир стверджував, що дацька (волоська) та молдавська мови мають самоназви «румунська», у значенні «римська»:
Ми, молдавани, також називаємо себе римлянами, а мову нашу — не дацькою, не молдавською, а «румунською», отже, якщо хочемо запитати чужинця, чи знає нашу мову, ми не запитуємо: «Знаєш молдавську?», а запитуємо: «Знаєш румунську?», тобто (латинською): «Знаєш римську?»"

### Нова історія
Першу румунську граматику було опубліковано 1780 року у Відні.
Після анексії Бессарабії (1812) Росією «молдовська мова» стала офіційною у державних установах Бессарабії (разом із російською). У 1815—1820 можна було видавати книги та літургійні тексти румунською мовою
Мовна ситуація в Бессарабії між 1812 та 1918 роками полягала в поступовому розвитку двомовності. Російська була офіційною мовою, а румунська — основною мовою населення. Російська влада активно проводила політику русифікації краю.
В середині 19 століття в Румунії було проведено реформу письма — замість кирилиці було прийнято латиницю.
Між 1905 та 1917 роками у Бессарабії загострився мовний конфлікт, що було пов'язано із пробудженням румунської національної свідомості. У 1905 та 1906 роках внаслідок революції бессарабські земства висловили прохання про повернення румунської мови до шкіл як «обов'язкової» та «свободу навчання рідною мовою». В цей же час почали з'являтися перші румуномовні газети та журнали: Basarabia (1906), Viaţa Basarabiei (1907), Moldovanul (1907), Luminătorul (1908), Cuvînt moldovenesc (1913), Glasul Basarabiei (1913).
1913 року синод дозволив «церквам у Бессарабії використовувати румунську мову».
Румунська стала офіційною мовою у Конституції 1923 року.

### Перехід на латиницю
Найдавніше відоме видання румунською мовою з використанням латинської абетки — «Кодекс Тодореску», що є «Книгою пісень» (збірка з 10 кальвіністських гімнів) 1570—1573 років. Румунська греко-католицька церква широко поширювала книги румунською мовою з латинською абеткою у XVIII столітті. У Трансільванії перехід на латинську абетку відбувся у XIX столітті. У Валахії та Молдові перехід від кирилиці до латиниці відбувся поступово, у середині XIX століття, через перехідну (цивільну) абетку, започатковану 1828 року, що включала як латинські так й кириличні літери. Остаточну заміну кирилиці на латиницю було здійснено у 1862 господарем Об'єднаного князівства Волощини та Молдови Александру Йоаном Кузою.

### Історична граматика
У порівнянні з західнороманськими мовами румунська зберегла сліди латинського відмінювання. Проте, якщо в латині було 6 відмінків, то в румунській їх 3 як об'єднанні: називний-знахідний, родовий-давальний та кличний. Крім того, румунські іменники зберегли середній рід. Втім, румунське дієслово розвинулось у тому ж напрямку, що і в інших романських мовах, а саме — до зближення перфекту та футуруму. У порівнянні з іншими романськими мовами румунська суттєво спростила оригінальну латинську систему часів, зокрема латинське правило послідовності часів.

## Поширеність

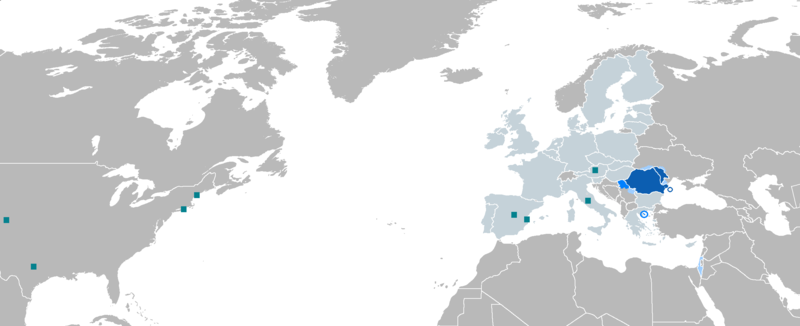
Румунська мова у світі.

### Статус

#### В Румунії
Згідно з Конституцією Румунії 1991 року румунська є офіційною мовою Республіки.
Таким чином румунська є обов'язковою до використання в офіційних публікаціях державних структур, державній освіті та контрактах. Реклама та інші публічні повідомлення повинні містити переклад іншомовних слів тоді як торгові знаки та логотипи бажано мають бути написані румунською мовою.
Інститут румунської мови (Institutul Limbii Române), заснований Міністерством освіти Румунії, пропагує румунську мову та підтримує людей, що прагнуть її вивчити, співпрацюючи для цього з Департаментом закордонних румунів Міністерства закордонних справ.

#### У Республіці Молдова
Румунська є єдиною державною мовою Республіки Молдова. До березня 2023 у Конституції РМ державна мова була вказана під назвою «молдовська». Мовознавці вважають «молдовську мову» майже ідентичною румунській, тут, як і у північно-східних регіонах Румунії, побутує молдовський діалект румунської. Ця мова є єдиною офіційною у республіці з часу ухвалення 1989 року Закону про мови в Молдавській РСР. Цей закон зобов'язує вживати молдовську мову в усіх політичних, економічних, культурних та соціальних сферах, стверджуючи при цьому про існування «мовної молдо-румунської ідентичності».
Згідно з Переписом населення 2004 року, з-поміж 3 383 332 осіб, що мешкали на той час у Молдові, 16,5 % (558 508 осіб) назвали румунську рідною мовою, натомість 60 % — назвали молдовську. При цьому серед міського населення, що розмовляє румунською/молдовською мовою, рідною назвали румунську 40 %, а серед сільського — менш як 12 %. Група експертів з міжнародного спостереження за переписом у Республіці Молдові дійшла висновку, що пункти про національність та мову є найбільш чутливими, зокрема записи відповідей «молдованин/молдовська» та «румун/румунська» потребують особливої уваги щодо їх інтерпретації.

Питання визначення назви офіційної мови Республіки Молдова є радше політичним, ніж лінгвістичним. Одним із найбільших прихильників «молдовської» мови є колишній президент країни комуніст Володимир Воронін, який заявляв: 
«Усі наші батьки розмовляли лише молдовською мовою. Я не здам молдовську мову ніколи й нікому».

Натомість прихильники прозахідного курсу (особливо прорумунського) неодноразово заявляли про існування лише румунської мови. Наприклад, прем'єр-міністр Молдови Влад Філат, виступаючи перед депутатами Європарламенту восени 2009 року, сказав, що молдовська мова не є окремою мовою, а лише назвою румунської: 
«Ми називаємо речі своїми іменами. Як американці розмовляють англійською, так і громадяни Молдови розмовляють румунською мовою».
Восени 2012 року з'явилися повідомлення про те, що Румунія може заблокувати приєднання Молдови до Європейського Союзу, якщо офіційну мову останньої буде визначено як «молдовська».
5 грудня 2013 Конституційний суд країни постановив, що декларація про незалежність має пріоритет над конституцією, а тому відтоді державну мову Молдови коректно називати «румунською».
Після вступу Ігоря Додона на посаду президента Молдови в 2016 році, крім того, що з резиденції глави держави прибрали прапор Європейського Союзу, було внесено зміни до сайту президента РМ, який ведеться трьома мовами. Версії англійською і російською мовами залишилися незмінними, натомість версія румунською мовою (RO) змінена на версію молдавською мовою (MD). Прессекретар Додона Іван Чебан заявив журналістам, що «президент поважає Конституцію Республіки Молдова і закликає всіх наслідувати цей приклад»:
|              | Згідно з Конституцією Молдови, “державною мовою в Молдові є молдавська мова на основі латинської графіки” (ст. 13). Водночас, згідно з рішенням Конституційного суду 2013 року, назву мови визнано як “румунська мова”. КС пояснив це тим, що в Декларації про незалежність Молдови, яка є складовою частиною Конституції, мова називається румунською. Молдавська мова на кирилиці була перекладена на латинську графіку 1989 року. Після проголошення незалежности Молдови вона стала викладатися в навчальних закладах як “румунська”. Прихильники різних назв мови визнають, що між молдавською і румунською не існує різниці. |
| — Іван Чебан | |

У жовтні 2017 року Конституційний суд країни схвалив проєкт поправки до Основного закону, згідно з якими назву державної мови має бути змінено з молдовської на румунську. Проросійський президент Молдови Ігор Додон тоді розкритикував це рішення, запропонувши провести референдум щодо цього питання.
Після інавгурації президента Молдови Маї Санду в грудні 2020 року державну мову на офіційному сайті глави держави змінили з молдовської на румунську. Англійська та російська версії сайту не змінилися.
2 березня 2023 року парламент Молдови проголосував у першому читанні за заміну в законодавстві Молдови словосполучень «молдовська мова», «державна мова» та «офіційна мова» на словосполучення «румунська мова». Зміна була представлена не як конституційна, а лише технічна, оскільки вона мала б виконати рішення Конституційного суду Молдови від 2013 року. Ця зміна була підтримана керівною партією «Дія і Солідарність» та зустріла рішучу опозицію з боку Блоку комуністів і соціалістів. Академія наук Молдови також підтримала це рішення. Попри бійку в парламенті законопроєкт про перейменування державної мови в Конституції ухвалили 55 голосами депутатів. 16 березня 2023 року парламент Молдови остаточно схвалив перейменування державної мови з молдавської на румунську. Рішення схвалили 58 депутатів. 22 березня 2023 року закон про визнання румунської мови державною був уведений в силу указом Президента Молдови Майї Санду.
Молдовська мова, але на кириличній абетці, заявлена однією з трьох офіційних мов (разом з російською та українською) самопроголошеної проросійської Придністровської Молдовської Республіки, територія якої не контролюється офіційною владою.

#### У Воєводині

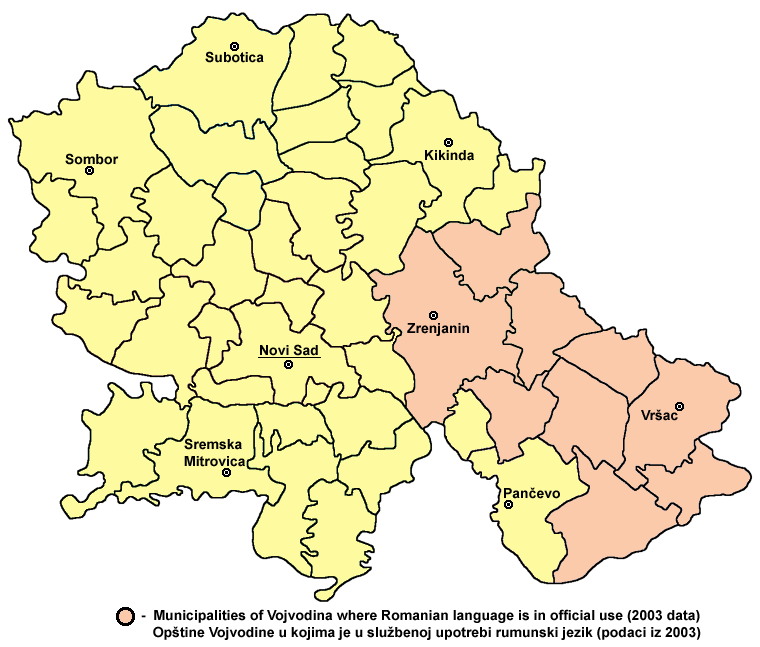
Офіційний статус румунської мови у Воєводині.

Конституція Сербії допускає вживання інших мов окрім сербської в тих регіонах, де мешкають національні меншини.
Статут Автономного краю Воєводини визначає разом із сербохорватською мовою (з кириличною та латинською абетками) угорську, словацьку, румунську та русинську мови мають бути вживаними в адміністративних органах краю відповідно до порядку, встановленого законом.
Згідно з переписом населення 2002 року 1,5 % мешканців Воєводини назвали рідною мовою румунську.

#### В інших країнах та організаціях
В Україні є регіони, де румунська є досить поширеною мовою, — це Чернівецька, Закарпатська та Одеська області. Тут функціонують румунські школи, газети, транслюють теле- та радіопрограми. Чернівецький університет готує вчителів для румунських шкіл на факультетах філології, математики та фізики.
Румунська є офіційною чи адміністративною мовою у деяких спільнотах та організаціях, таких як Латинський союз та Європейський союз. Крім того, румунська є однією з 5 мов, якими надають релігійні послуги в монашому самоуправлінні на горі Афон.

#### Як друга мова

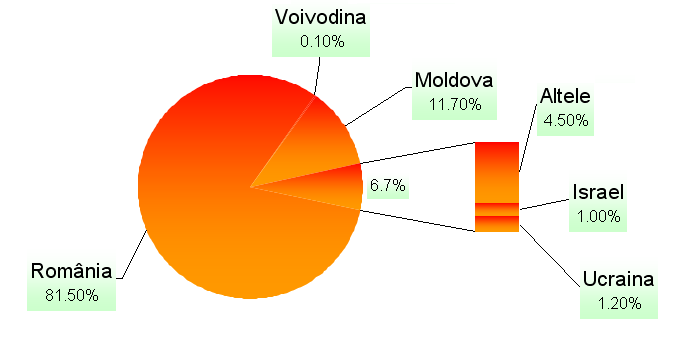
Румунська мова як перша мова: відсоткове відношення за країнами.

Румунську мову викладають у деяких країнах, де мешкає румунська національна меншина, наприклад, у Воєводині (Сербія), Болгарії, Україні. Румунський культурний інститут (ICR), який засновано 1992 року, організовує літні мовні курси вчителів мови в цих країнах. У деяких із цих країн є нерумунські школи з вивченням румунської мови як чужої (наприклад, Найвища школа імені Ніколае Белеску у Дьюлі, Угорщина). Румунську мову викладають як чужу загалом у 43 країнах світу.

### Популярна культура
Румунська мова здобула певну популярність завдяки успішним фільмам та пісням. Прикладами такої успішності румуномовного продукту у нерумунських країнах є музичні гурти O-Zone (їхній перший сингл Dragostea din tei/Numa Numa став популярним у всьому світі), Akcent (популярні у Нідерландах, Польщі та інших європейських країнах), Activ (здобули успіх у деяких східноєвропейських країнах) та Dj Project (популярний серед шанувальників клубної музики)і піснями Carla's drems(що є фанати в пострадянському суспільстві), а також фільми, наприклад 4 місяці, 3 тижні та 2 дні, Смерть пана Лазареску, 12:08 на схід від Бухаресту, California Dreamin' (всі вони здобули нагороди Каннського кінофестивалю).

### Діалекти

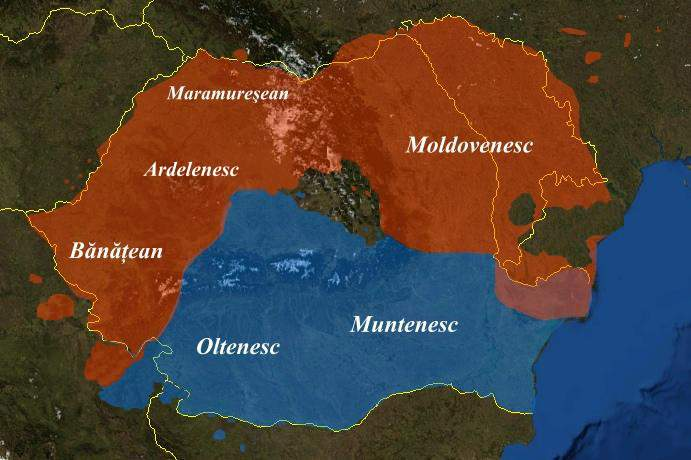
Мапа румунських субдіалектів. Кольорами розділено північний та південний типи (ardelenesc — трансильванський субдіалект)

В англійській мові поняття Romanian (що українською зазвичай означає «румунський, румунська» тощо) іноді використовують в узагальненому значенні, яке охоплює 4 східнороманські мови: дакорумунську, арумунську, мегленорумунську та істрорумунську. Ці 4 мови, взаєморозуміння між мовцями яких тепер є важким, залишаються нащадками розмовних варіантів народної латини, поширених на північ та на південь від Дунаю до того, як сюди прийшли слов'яни. Отож, дакорумунська поширена на північ від Дунаю, арумунська та мегленорумунська — на південь, а істрорумунську вважають наслідком міграції в 11 столітті румунів до Істрії (сучасна Хорватія).
Отож, у тих випадках, коли термін Romanian вживають у ширшому сенсі, для позначення саме румунської мови вживають термін Daco-Romanian (себто дакорумунська). Зокрема поняття lingua Dacoromanica є латинською назвою румунської мови. Першоджерелом цього терміна є перша друкована граматика румунської мови 1780 року, авторами якої є Самуїл Міку (Samuil Micu) та Георге Шинкай (Gheorghe Șincai). Приставка дако вказує на місце походження мови — колишню римську провінцію Дакію (тепер це власне Румунія), хоча мова частково поширена також і на південь від Дунаю.
Як і більшість природних мов, румунську можна розглядати як діалектний континуум. Різновиди румунської зазвичай називають субдіалектами. Для цього існує дві причини. По-перше, через вище описане широке значення поняття Romanian, для якого «діалектами» є 4 східнороманські мови. По-друге, в румунській терміном діалект позначають великі групи розмовних варіантів, які суттєво різняться між собою. Натомість румунські субдіалекти відрізняються здебільшого фонетичними особливостями. Самі румуни називають відмінні субдіалекти accent (акцент) або grai (мовлення, балачка).
Залежно від критеріїв класифікації різновидів їх кількість коливається від 2 до 20, хоча найчастіше розрізняють 5 субдіалектів. Їх ділять на два головні типи, північний та південний.
- Південний тип має лише один різновид:

- волоський субдіалект, яким розмовляють у Південній Румунії, в історичних областях Мунтенії, Олтенії, на півдні Добруджи, а також у південних частинках Трансильванії.

- Північний тип складається з кількох різновидів:

- молдовський субдіалект, яким розмовляють в історичному регіоні Молдові (сьогодні поділеному між Румунією та Республікою Молдовою), в Україні (тобто на Буковині та в Бессарабії), а також у північній Добруджі їхня особливість того що використовують частково використовують синт;
- банатський субдіалект, яким розмовляють в історичній області Банаті, поділеному між Румунією та Сербією;
- група дрібнорозділених та перехідних трансильванських різновидів, серед яких найчастіше виділяють два — кришанський та мармароський.

Впродовж 20 століття внаслідок об'єднання румунських земель в одній державі, а також особливо завдяки масовій комунікації різниці між субдіалектами суттєво ослабли.

## Класифікація

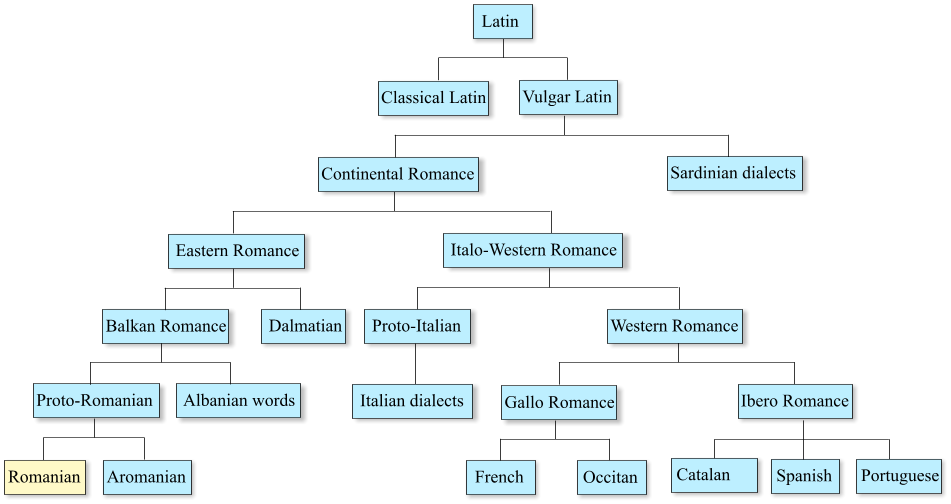
Місце румунської мови в генеалогічному дереві романських мов.

Румунська є романською мовою, що належить до італійської гілки індоєвропейської мовної сім'ї, маючи багато спільного з такими мовами, як французька, італійська та португальська.
Проте найближчими до румунської є східнороманські мови, поширені на південь від Дунаю: арумунська, мегленорумунська та істрорумунська.

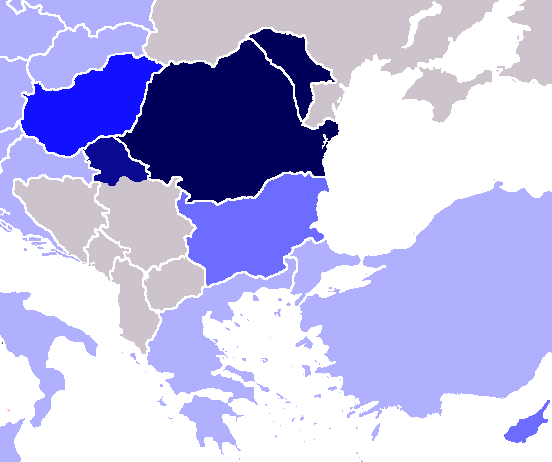
Знання румунської мови в найближчих країнах.
румуномовні країни
більше 3%
1-3%
менше 1%
бракує даних

## Лексика
Лексика румунської мови має різноманітніше походження в порівнянні з західнороманськими мовами як наслідок периферійного розвитку східнороманського ареалу, оточеного зонами мов інших родин, що чинили на неї великий вплив. Останнім часом румунська мова стала активно запозичувати лексику з англійської мови.

## Граматика
Румунській мові властиві пом'якшені (палаталізовані) приголосні, які виконують морфологічні функції, наприклад: lup [lup] «вовк» — lupi [lup’] «вовки». Означений артикль стоїть у постпозиції (як суфікс) до означуваного іменника, наприклад: un lup «(якийсь) вовк» — lupul «(конкретний) вовк» (порівняймо з французьким le loup). Означений та неозначений артиклі відмінюються за відмінками. Іменник, поруч із чоловічим та жіночим родом, має середній (обопільний) рід. У придієслівній позиції вживається кон'юнктив, як у болгарській, грецькій, сербській та албанській, а не інфінітив, як в італійській, французькій та іспанській (порівняймо: рум. vreau să plec «я хочу піти» та італ. voglio partire). Узгодження дієслівних часів, звичного для французької, італійської, іспанської, у румунській не існує. У лексиці багато слов'янських запозичень (război «війна», trebuie «треба», drag «дорогий», iubi «любити», praf «порошок», sfânt «святий», brânză сир), зокрема з української (dovedi «довести», tata «батько», gospodaresc «побутовий, господарчий» тощо); наявні також запозичення з грецької (drum «шлях»). Румунська входить до балканського мовного союзу.

## Фонетика
У румунській мові 7 голосних та 21 приголосних звуки.
Наголос силовий, динамічний. Якість голосного не залежить від його позиції у слові.
Зустрічається чергування голосних в основі слова. В іменниках воно пов'язане зі зміною числа, у прикметників — зміною роду, у дієслів — зміною особи.
Чергування приголосних зустрічається при утворенні множини іменників та прикметників, при відмінюванні дієслів.

## Письмо

Приклад румунської кирилиці, вживаної до 1860 року.

Першим текстом, написаним румунською мовою, є кириличний лист жупана Някшу, датований червнем 1521 року, в якому жупан Някшу із Кимпулунга написав бургомістру Брашова про неминучий напад турків. Перший румунський текст латинським письмом було написано наприкінці 16-го століття у Трансильванії, для цього було використано угорську абетку.
Наприкінці 18-го століття трансильванські мовознавці з огляду на романське походження румунської мови адаптували для її потреб латинську абетку, використовуючи деякі італійські правила, оскільки ця мова була найближчою із писемних мов. Кириличне письмо поступово виходило з ужитку й повністю поступилося латинському 1860 року, коли вперше було врегульовано румунський правопис.
У Молдавській РСР до 1989 року використовували нову версію кириличної абетки, створену на основі російської. Тепер цю абетку використовують у Придністров'ї.

### Абетка
Румунська абетка має 31 літеру: Aa, Ăă, Ââ, Bb, Cc, Dd, Ee, Ff, Gg, Hh, Ii, Îî, Jj, Kk, Ll, Mm, Nn, Oo, Pp, Qq, Rr, Ss, Șș, Tt, Țț, Uu, Vv, Ww, Xx, Yy, Zz. Зокрема вона містить п'ять суто румунських літер, що позначають специфічні для румунської мови звуки: Ăă, Ââ, Îî, Șș, Țț. Літери Qq, Ww, Yy було впроваджено до вжитку 1982 року, їх використовують тільки в написанні іншомовних слів.
Румунська абетка ґрунтується на латинській з 5 додатковими літерами: Ă, Â, Î, Ș, Ț. Первинно додаткових літер було 12, проте деякі з них було скасовано в подальших реформах. Крім того, до початку 20 століття вживали позначку короткого голосного.
Сьогодні румунська абетка є фонетичною. При цьому літери â та î позначають той самий звук /ɨ/ (щось на кшталт російського Ы). Â пишуть лише всередині слова, натомість î — на початку чи в кінці простих слів та всередині складених слів. В Молдові в обох випадках вживають літеру î. Іншим винятком із фонетичності абетки є відсутність позначення коротких чи довгих голосних на письмі.
Наголос також не позначають (в румунській немає правила щодо місця наголосу, як у деяких романських мовах). Як виняток — слова, що їхнє значення залежить від місця наголосу, а контекст не може дати підказку. Наприклад: trei copíi — три дитини, trei cópii — три копії.

## Приклад

### Вигляд
«Заповіт» Т. Шевченка румунською мовою (переклав Віктор Тулбуре)
| TESTAMENTUL De-oi muri, îmi vreau mormântul În câmpia largă Unde-n scumpa-mi Ucraină, Nipru-n văi aleargă. Din gorgan să văd câmpia Și între-nalte maluri: Să aud cum Niprul geme: Cu-nspumate valuri. Când vor fi vrăjmașe trupuri: Către mări să poarte, Mi-oi lăsa și eu gorganul Și-al meu somn de moarte Și la dumnezeu, în ceruri, Să mă rog m-oi duce Însă pân-atunci nu-l știu Și nu-mi fac nici cruce. Vă treziți, stropiți cu sânge: Sfânta libertate. Și-n tirani loviți și rupeți: Lanțurile toate. Iar în noua voastră casă Când veți sta-mpreună, Să v-amintiți de mine: Cu o vorbă bună. |

(Джерело: Т. Г. Шевченко, Заповіт мовами народів світу, К., «Наукова думка», 1989)

### Порівняння
Перші десять слів списку Сводеша для східнороманських мов.
| Nr. | Румунською | Арумунською     | Мегленорумунською | Істрорумунською | Джерело слова в румунській        | Переклад |
| --- | ---------- | --------------- | ----------------- | --------------- | --------------------------------- | -------- |
| 1.  | eu         | eu, io(u), mine | i̯o                | io              | лат. e[g]o                        | я        |
| 2.  | tu         | tu, tine        | tu                | tu              | лат. tu                           | ти       |
| 3.  | el         | el              | i̯el               | ie              | лат. *illus                       | він      |
| 3.  | nãs        |                 |                   |                 |                                   |          |
| 4.  | noi        | noi             | noi̯               |                 | лат. nos                          | ми       |
| 5.  | voi        | voi             | voi̯               |                 | лат. vos                          | ви       |
| 6.  | ei         | elj             | i̯el'              |                 | лат. *illi                        | вони     |
| 6.  | nãsh       |                 |                   |                 |                                   |          |
| 7.  | acest(a)   | aestu, aistu    | tsist(a)          | țăsta           | лат. *eccum istum                 | цей      |
| 8.  | acel(a)    | atsel           | tsel(a)           | țel(a)          | лат. *ecce illum sau *eccum illum | той      |
| 9.  | aici       | atsia, aoa      | u̯a                |                 | лат. *ad hicce                    | тут      |
| 9.  | încoace    | (ã)ncoa         | ạncǫ, ancoatsi    |                 | лат. in-eccu(m)-hocce             | навколо  |
| 10. | acolo      | ac(u)lo         | cola              | colo            | лат. *eccum illoc                 | он там   |
| 10. | încolo     | (ã)nclo         | ạncolo            | colo            | în + colo                         | геть     |
| 11. | cine       | tsine           |                   | țire            | лат. quene (= quem)               | хто      |
| 11. |            | care, cari, cai | cari              |                 | лат. qualis                       | чий      |

### Фрази
- Українська мова — Limba ucraineană
- Так — Da
- Ні — Nu
- Як справи? — Ce mai faci?
- Привіт! — Salut!
- Доброго ранку — Bună dimineața
- Доброго дня  — Bună ziua
- Доброго вечір  — Bună seara
- Ласкаво просимо! — Bine ați venit!
- До побачення! — La revedere!
- Будь ласка — Vă rog
- Дякую — Mulțumesc
- Даруйте — Scuzați-mă
- Пробачте — Îmi pare rău.
- Як тебе звати? — Cum te cheamă?
- Мене звати … — Mă cheamă …
- Скільки? — Cât?
- Я не розумію. — Nu înțeleg.
- Чи Ви розмовляєте українською мовою? — Vorbiți limba ucraineană?
- Я не знаю. — Nu știu.
- Успіхів! — Noroc!
- Щасливої дороги! — Drum bun!
- (Бажаємо) приємної подорожі! — (Doresc) Să ai o călătorie plăcută!
- Я тебе кохаю. — Te iubesc.